# Latinská rčení, B
V tomto článku jsou uvedena některá známá latinská rčení, začínající písmenem B.
Latina měla na evropskou kulturu hluboký a dlouho trvající vliv. Od římské antiky přes křesťanství a humanismus až do 18. století byla její znalost u vzdělaných lidí samozřejmostí. V některých oborech se s latinskými názvy stále pracuje, užívají se různé obraty a ve starší literatuře se najde množství latinských citátů. Protože latinských obratů, rčení a přísloví je mnoho, je seznam vybraných seřazen podle abecedy a rozdělen podle počátečních písmen do samostatných článků.

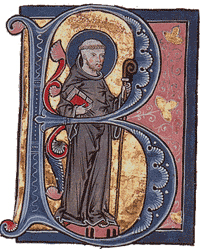
Inticiála B, (Bernard z Clairvaux)

A
B
C
D
E
F
G
H
I
L
M
N
O
P
Q
R
S
T
U
V

## Ba
- Barba non facit philosophum  – „vousy nedělají filosofa“ (Aulus Gellius)
- Barbarus hic ego sum, quia non intelligor ulli  – „zde jsem barbar, protože mi nikdo nerozumí“; stesk římského básníka Ovidia ve vyhnanství v Dacii

## Be
- Beata Virgo Maria  – „blažená Panno Maria“
- Beati monoculi in regione caecorum  – „blažení jednoocí v království slepých“, srv. české „mezi slepými jednooký králem“
- Beati pacifici  – „požehnaní mírní“, jedno z Blahoslavenství (Mt 5)
- Beati pauperes spiritu  – „požehnaní chudí v Duchu“ (Mt 5,3)
- Beati possidentes  – „blaze držitelům“; právní zásada, která konstatuje zvýhodnění osob, které mají při sporu faktickou moc nad spornou věcí.
- Beatus ille qui procul negotiis...  – „Blaze tomu, kdo daleko od zištných jednání zděděná pole svými býčky orá...“, chvála venkovského života (Horatius, Epody).
- Bella, horrida bella  – „války, strašné války“ (Vergilius)
- Bella gerunt alii, tu felix Austria nube  – „jiní ať válčí, ty šťastné Rakousko slav sňatky“ (motto císaře Maxmiliána I.)
- Bella matribus detestata  – „války, jež matky proklínají“ (Horatius)
- Bellum omnium contra omnes  – „válka všech proti všem“ (Thomas Hobbes)
- Bellum se ipsum alet  – „válka se bude živit sama“ (Cato starší)
- Bene docuit, qui bene distinguit  – „dobře učil, kdo dobře rozlišoval“; scholastická zásada
- Bene ferre magnam / disce fortunam  – „uč se dobře snášet velké štěstí“ (Horatius, Carmina 3, 27, 74)
- Bene meritus  - „Po zásluze“ (plaketa Ministerstva spravedlnosti ČR za přínos pro justici, za celoživotní přínos pro justici nebo za mimořádný počin)
- Bene vixit, qui bene latuit  – „dobře žil, kdo se dobře skryl“ (Ovidius, Tristia 3,4,25)
- Benedicite omnia opera  – „všechna (jeho) díla ať chválí (Hospodina)“ (Žalm 118,26 Ž 118, 26 (Kral, ČEP))
- Benedictus, qui venit in nomine Domini – „požehnaný ten, kdo přichází ve jménu Páně“ (Žalm 118,26 Ž 118, 26 (Kral, ČEP))
- Beneficia non obtruduntur  – „dobrodiní se nikomu nevnucuje“
- Beneficium accipere est libertatem vendere  – „přijmout dar je prodat svobodu“
- Benevole lector  – „laskavý čtenáři“
- Bestiarum more  – „po způsobu zvířat“, jako dobytek

## Bi
- Biblia pauperum  – „Bible chudých“, obrázkové líčení biblických příběhů pro negramotné
- Bis ad eundem lapidem offendere  – „dvakrát zakopnout o stejný kámen“, opakovat chybu
- Bis dat qui cito dat  – „dvakrát dává, kdo rychle dává“ (Publius Syrus)
- Bis de eadem re ne sit actio  – „nejedná se dvakrát o téže věci“
- Bis idem non est idem  – „dvakrát totéž není totéž“
- Bis pueri senes  – „stařec je dvakrát dítě“
- Bis repetita placent  – „co se opakuje, to se líbí“
- Bis vivit, qui bene vivit  – „dvakrát žil, kdo dobře žil“

## Bo
- Bona fide  – „v dobré víře“, například že prodávající věc neukradl
- Bona fides praesumitur  – „dobrá víra se předpokládá“
- Bona mente  – „v dobrém úmyslu“, „ochotně“[1]
- Bona officia  – „dobré služby“, zejména pomoc proti nepřátelům
- Boni pastoris est tondere pecus non deglubere  – „dobrý pastýř ovce stříhá, nestahuje je z kůže“, podle Suetonia řekl prý císař Tiberius o svých místodržitelích.
- Bonum commune  – „společné, obecné dobré“
- Bonum magis carendo quam fruendo cernitur  – „dobrého si člověk víc všímá, když mu chybí než když je má“
- Bonus vir semper tiro  – „dobrý muž je vždycky v učení“ (Martialis)

## Br
- Breve et irreparabile tempus omnibus est vita  – „život je pro každého krátký a nenapravitelný čas“
- Brevi manu  – „bez okolků“
- Brevis esse laboro, / obscurus fio  – „snažím se být stručný a stávám se nesrozumitelný“
- Brevis oratio penetrat caelos  – „krátká modlitba proniká nebesa“